# Argentina vs. Perú (Copa Mundial de Fútbol de 1978)
Argentina vs. Perú fue un partido de fútbol disputado el 21 de junio de 1978 en el Estadio Gigante de Arroyito, en Rosario, Argentina, en el marco de la segunda fase del Grupo B de la Copa del Mundo acontecida en Argentina precisamente, entre el 1 de junio y el 25 de junio. El seleccionado local tenía que ganar por una diferencia de al menos cuatro goles para superar a Brasil dentro del Grupo B y así acceder a jugar la final, ya que estaban empatados en puntaje, pero Brasil contaba con una diferencia de gol superior al seleccionado local. El equipo peruano ya estaba fuera de competición, al no haber cosechado ningún punto. El partido terminó 6:0 a favor de Argentina con dos goles de Mario Alberto Kempes, dos de Leopoldo Jacinto Luque, uno de Alberto Tarantini y uno de René Houseman. En la final, Argentina se coronó campeón del mundo por primera vez en su historia tras ganarle 3:1 a Países Bajos. Se ha sospechado que pudo existir algún arreglo o entendimiento para brindarle ventaja al conjunto local. La prensa internacional no habló de un posible arreglo del partido contra Perú, ni se especulaba nada al respecto durante la celebración de la Copa Mundial en 1978. Las versiones de que haya existido algún arreglo durante el partido aparecieron con el pasar de los años, ya que la Copa Mundial se desarrolló mientras Argentina era gobernada por la dictadura militar autodenominada Proceso de Reorganización Nacional (1976-1983), y se acusó al dictador Jorge Rafael Videla de usar el evento con fines de apaciguar a la población ante las masivas violaciones de los derechos humanos.
Diversos periodistas, jugadores de diferentes seleccionados e incluso políticos, han dado versiones sobre si existió o no un arreglo para beneficiar a la selección Argentina, pero no hay un consenso para ninguna de las dos posturas. Se destaca el testimonio del ministro de Hacienda argentino de esa época Juan Alemann, quien fue crítico de la dictadura militar debido a los altos costes en la organización de la Copa Mundial, denunció que una bomba detonó en su hogar cuando Argentina marcó el cuarto gol necesario para clasificar. Los jugadores del seleccionado peruano han dado versiones diferentes de lo sucedido, mientras que algunos alegaron que sucedieron cosas irregulares antes y durante el encuentro, tal como la visita del dictador argentino Jorge Rafael Videla al vestuario peruano, otros desmienten cualquier tipo de arreglo, adjudicando la goleada al pobre nivel de la selección de Perú.
La FIFA dispuso que el partido Brasil-Polonia se jugara antes que Argentina-Perú, esgrimiendo temas televisivos y de venta de entradas. Los horarios de los partidos se habían acordado antes del inicio de la Copa Mundial. Pero una vez llegado a esta instancia decisiva, la medida fue objetada por el equipo brasileño, cuando se llegaron a jugar ambos partidos de forma no simultánea, puesto que de esa forma el conjunto albiceleste podía saber con anterioridad la cantidad de goles que debía marcar. La FIFA generalmente realizaba los partidos de un mismo grupo en días u horarios diferentes, hasta ese momento no era usual que se jugarán en simultáneo, sin importar si eran partidos definitorios. Recién a partir de la Copa Mundial de 1986, los partidos definitorios de grupo se jugarían en simultáneo, luego de la sospecha de un "pacto de no agresión" durante el partido entre Alemania Federal vs. Austria en la primera fase de la Copa Mundial de 1982 que dejó fuera a Argelia.
En 2012 se rumoreó que la FIFA podría investigar el asunto, y si encontraba pruebas de que existió un arreglo, podría anular el título a Argentina. Pero no hubo mayores tratativas por parte de la FIFA al respecto.

## Antecedentes

### Argentina
La selección Argentina fue subcampeona en la primera Copa Mundial de 1930 celebrada en Uruguay, en donde el país anfitrión conquistó el título por 4:2. Luego de eso, lo más lejos que había llegado en una Copa del Mundo fue los cuartos de final en la Copa Mundial de 1966 celebrada en Inglaterra, cuando perdió por 0:1 contra el país anfitrión, en donde el jugador Antonio Ubaldo Rattín fue expulsado de forma polémica acusado de insultar al árbitro, pese a que éste no entendía español. Argentina clasificó en todos los mundiales, salvo para la Copa Mundial de 1970 en México, mientras que en las ediciones 1938, 1950 y 1954 declinó de participar a modo de protesta. No hubo Copa Mundial en 1942 y 1946 por la Segunda Guerra Mundial.
Obtuvo las Copa América de 1921, 1925, 1927, 1929, 1937, 1941, 1945, 1946, 1947, 1955, 1957 y 1959, y el Campeonato Panamericano de Fútbol de 1960, y los subcampeonatos en 1916, 1917, 1920, 1923, 1924, 1926, 1935, 1942, 1959 extra (campeonato sudamericano) y 1967. En los Juegos Olímpicos la selección absoluta obtuvo su mayor logro en los Juegos Olímpicos de 1928, al conseguir la medalla de plata.
Argentina al ser el país anfitrión de la Copa Mundial de 1978, no tuvo que clasificarse.

### Perú
La selección de Perú participó de la primera edición de 1930 de la Copa Mundial celebrada en Uruguay, pero quedó afuera en primera fase. Recién volvería a participar de una Copa del Mundo en la edición de 1970 en donde obtuve el premio al Premio al Fair Play, y además llegó a cuartos de final perdiendo contra el campeón, Brasil por 2:4, al día de hoy fue lo más lejos que llegó Perú en este tipo de torneo. En 1978 volvió a clasificar, tras no conseguir la clasificación en la edición de 1974.
Perú se coronó campeón de la Copa América en dos ocasiones: 1939 y 1975. Por otra parte, compitió dos veces en los Juegos Olímpicos y obtuvo la medalla de oro en los Juegos Bolivarianos de los años 1938, 1947, 1961, 1973 y 1981. Siendo el máximo ganador de los Juegos Bolivarianos.

#### Clasificación de Perú a la Copa Mundial
En la primera ronda en la clasificación para la Copa Mundial de 1978 el conjunto de Perú cosechó seis puntos saliendo primero en su grupo e invicto.
| Equipo  | Pts | PJ | PG | PE | PP | GF | GC | Dif |
| ------- | --- | -- | -- | -- | -- | -- | -- | --- |
| Perú    | 6   | 4  | 2  | 2  | 0  | 8  | 2  | +6  |
| Chile   | 5   | 4  | 2  | 1  | 1  | 5  | 3  | +2  |
| Ecuador | 1   | 4  | 0  | 1  | 3  | 1  | 9  | –8  |

| Partido | Partido            | Partido | Partido            | Partido | Lugar    | Estadio   | Público | Fecha                 |  |
| Ecuador | Bandera de Ecuador | 1:1     | Bandera de Perú    | Perú    | Quito    | Atahualpa | 39.576  | 20 de febrero de 1977 |  |
| Chile   | Bandera de Chile   | 1:1     | Bandera de Perú    | Perú    | Santiago | Nacional  | 67.983  | 6 de marzo de 1977    |  |
| Perú    | Bandera de Perú    | 4:0     | Bandera de Ecuador | Ecuador | Lima     | Nacional  | 43.319  | 12 de marzo de 1977   |  |
| Perú    | Bandera de Perú    | 2:0     | Bandera de Chile   | Chile   | Lima     | Nacional  | 62.000  | 26 de marzo de 1977   |  |

- Perú pasaría a la ronda final.

En la segunda fase pierde contra Brasil por la mínima diferencia, pero consigue golear a Bolivia por 5:0, obteniendo el segundo puesto del grupo y un lugar para jugar la Copa Mundial.
| Equipo  | Pts | PJ | PG | PE | PP | GF | GC | Dif |
| ------- | --- | -- | -- | -- | -- | -- | -- | --- |
| Brasil  | 4   | 2  | 2  | 0  | 0  | 9  | 0  | +9  |
| Perú    | 2   | 2  | 1  | 0  | 1  | 5  | 1  | +4  |
| Bolivia | 0   | 2  | 0  | 0  | 2  | 0  | 13 | –13 |

| Partido | Partido           | Partido | Partido            | Partido | Lugar | Estadio          | Público | Fecha               |
| Brasil  | Bandera de Brasil | 1:0     | Bandera de Perú    | Perú    | Cali  | Pascual Guerrero | 50.345  | 10 de julio de 1977 |
| Perú    | Bandera de Perú   | 5:0     | Bandera de Bolivia | Bolivia | Cali  | Pascual Guerrero | 32.511  | 17 de julio de 1977 |

- Brasil y Perú se clasificaron para la Copa del Mundo.
- Bolivia pasó a la repesca intercontinental.

### Historial reciente entre Argentina y Perú para 1978
Se destacan partidos previos a la Copa Mundial, con César Luis Menotti como director técnico del seleccionado argentino. Todos ellos significaron victorias para los argentinos. Se trata de cuatro encuentros por la Copa Mariscal Ramón Castilla, un torneo amistoso que se jugó entre los dos seleccionados.
| Partido   | Partido              | Partido | Partido              | Partido   | Lugar        | Fecha                   |
| Perú      | Bandera de Perú      | 1:3     | Bandera de Argentina | Argentina | Lima         | 28 de octubre de 1976   |
| Argentina | Bandera de Argentina | 1:0     | Bandera de Perú      | Perú      | Buenos Aires | 10 de noviembre de 1976 |
| Argentina | Bandera de Argentina | 2:1     | Bandera de Perú      | Perú      | Buenos Aires | 19 de marzo de 1978     |
| Perú      | Bandera de Perú      | 1:3     | Bandera de Argentina | Argentina | Lima         | 23 de marzo de 1978     |

## Copa Mundial de 1978

### Clasificación al grupo B

#### Argentina
El seleccionado argentino clasificó segundo en su grupo tras ganarle por 2:1 a Hungría y Francia. Para el tercer partido Argentina ya estaba clasificada junto a Italia, el tercer y último partido del grupo era Italia-Argentina, que terminó con victoria de los italianos por 1:0.
| Selección | Pts. | PJ | PG | PE | PP | GF | GC | Dif. |
| --------- | ---- | -- | -- | -- | -- | -- | -- | ---- |
| Italia    | 6    | 3  | 3  | 0  | 0  | 6  | 2  | 4    |
| Argentina | 4    | 3  | 2  | 0  | 1  | 4  | 3  | 1    |
| Francia   | 2    | 3  | 1  | 0  | 2  | 5  | 5  | 0    |
| Hungría   | 0    | 3  | 0  | 0  | 3  | 3  | 8  | -5   |

| 2 de junio de 1978, 19:15 | Argentina               | 2:1 (1:1) | Hungría   | Estadio Monumental, Buenos Aires                                       |                                                                        |
|                           | Luque 15' · Bertoni 83' | Reporte   | Csapó 10' | Asistencia: 71.615 espectadores Árbitro(s): Antonio Garrido (Portugal) | Asistencia: 71.615 espectadores Árbitro(s): Antonio Garrido (Portugal) |

| 6 de junio de 1978, 19:15 | Argentina                         | 2:1 (1:0) | Francia     | Estadio Monumental, Buenos Aires                                |                                                                 |
|                           | Passarella 45' (pen.) · Luque 73' | Reporte   | Platini 60' | Asistencia: 71.666 espectadores Árbitro(s): Jean Dubach (Suiza) | Asistencia: 71.666 espectadores Árbitro(s): Jean Dubach (Suiza) |

| 10 de junio de 1978, 19:15 | Italia      | 1:0 (0:0) | Argentina | Estadio Monumental, Buenos Aires                                   |                                                                    |
|                            | Bettega 67' | Reporte   |           | Asistencia: 71.712 espectadores Árbitro(s): Abraham Klein (Israel) | Asistencia: 71.712 espectadores Árbitro(s): Abraham Klein (Israel) |

#### Perú
El seleccionado peruano clasificó primero en su grupo, al conseguir una victoria por 3:1 contra Escocia, un empate en cero contra Países Bajos, y otra victoria 4:1 contra Irán.
| Selección    | Pts. | PJ | PG | PE | PP | GF | GC | Dif. |
| ------------ | ---- | -- | -- | -- | -- | -- | -- | ---- |
| Perú         | 5    | 3  | 2  | 1  | 0  | 7  | 2  | 5    |
| Países Bajos | 3    | 3  | 1  | 1  | 1  | 5  | 3  | 2    |
| Escocia      | 3    | 3  | 1  | 1  | 1  | 5  | 6  | -1   |
| Irán         | 1    | 3  | 0  | 1  | 2  | 2  | 8  | -6   |

| 3 de junio de 1978, 16:45 | Perú                          | 3:1 (1:1) | Escocia    | Estadio Olímpico de Córdoba, Córdoba                              |                                                                   |
|                           | Cueto 43' · Cubillas 72', 77' | Reporte   | Jordan 14' | Asistencia: 37.927 espectadores Árbitro(s): Ulf Eriksson (Suecia) | Asistencia: 37.927 espectadores Árbitro(s): Ulf Eriksson (Suecia) |

| 7 de junio de 1978, 16:45 | Países Bajos | 0:0     | Perú | Estadio Malvinas Argentinas, Mendoza                                            |                                                                                 |
|                           |              | Reporte |      | Asistencia: 28.125 espectadores Árbitro(s): Adolf Prokop (Alemania Democrática) | Asistencia: 28.125 espectadores Árbitro(s): Adolf Prokop (Alemania Democrática) |

| 11 de junio de 1978, 16:45 | Perú                                                | 4:1 (3:1) | Irán        | Estadio Olímpico de Córdoba, Córdoba                                |                                                                     |
|                            | Velásquez 2' · Cubillas 36' (pen.), 39' (pen.), 79' | Reporte   | Rowshan 41' | Asistencia: 21.262 espectadores Árbitro(s): Alojzy Jarguz (Polonia) | Asistencia: 21.262 espectadores Árbitro(s): Alojzy Jarguz (Polonia) |

### Grupo B
Argentina había clasificado a la segunda fase de grupos tras obtener el segundo puesto del Grupo 1, detrás de Italia; mientras que Brasil también había obtenido la segunda posición del Grupo 3 tras Austria. Tanto Perú como Polonia habían conseguido el primer puesto del Grupo 4 y Grupo 2, respectivamente. Las sedes de este grupo fueron Mendoza y Rosario.
El primer partido enfrentó a Brasil y Perú, finalizando con una victoria de los brasileños por 3:0. Argentina también venció a Polonia 2:0 en Rosario, con dos goles de Mario Kempes. El triunfo de Polonia sobre Perú por 1:0 y el empate sin goles entre Argentina y Brasil dejó un cierre de grupo en el que, a excepción de Perú, los otros tres equipos tenían posibilidades de acceder a la final. Argentina y Brasil llegaban al último partido con 3 puntos, aunque la verde-amarela tenía mayor diferencia de gol. Polonia llegaba con 2 puntos pero con posibilidades de ganar el grupo si, tras su triunfo, Argentina perdía o empataba sin superarla en la diferencia de gol.
Los partidos no se jugaron a la misma hora, sino que primero jugaron Brasil y Polonia a las 16:45, mientras que Argentina y Perú lo hicieron más tarde, a las 19:15. Brasil ganó su partido por 3:1, con dos goles de Roberto Dinamite y uno de Nelinho. Con este resultado terminaba con 5 puntos y +5 de diferencia de gol. Argentina debía, para llegar a la final, ganar su partido con una ventaja de 4 goles más que su rival, ya que tenía una diferencia de gol de +2. Los locales lograron imponerse a Perú (único de los grupos ya eliminado en el segundo partido) por 6:0 y clasificarse así a la final.
| Selección | Pts. | PJ | PG | PE | PP | GF | GC | Dif. |
| --------- | ---- | -- | -- | -- | -- | -- | -- | ---- |
| Argentina | 5    | 3  | 2  | 1  | 0  | 8  | 0  | 8    |
| Brasil    | 5    | 3  | 2  | 1  | 0  | 6  | 1  | 5    |
| Polonia   | 2    | 3  | 1  | 0  | 2  | 2  | 5  | -3   |
| Perú      | 0    | 3  | 0  | 0  | 3  | 0  | 10 | -10  |

| 14 de junio de 1978, 16:45 | Brasil                            | 3:0 (2:0) | Perú | Estadio Malvinas Argentinas, Mendoza                                 |                                                                      |
|                            | Dirceu 15', 28' · Zico 73' (pen.) | Reporte   |      | Asistencia: 31.278 espectadores Árbitro(s): Nicolae Rainea (Rumania) | Asistencia: 31.278 espectadores Árbitro(s): Nicolae Rainea (Rumania) |

| 14 de junio de 1978, 19:15 | Argentina       | 2:0 (1:0) | Polonia | Estadio Gigante de Arroyito, Rosario                              |                                                                   |
|                            | Kempes 16', 71' | Reporte   |         | Asistencia: 37.091 espectadores Árbitro(s): Ulf Eriksson (Suecia) | Asistencia: 37.091 espectadores Árbitro(s): Ulf Eriksson (Suecia) |

| 18 de junio de 1978, 13:15 | Polonia      | 1:0 (0:0) | Perú | Estadio Malvinas Argentinas, Mendoza                                       |                                                                            |
|                            | Szarmach 65' | Reporte   |      | Asistencia: 35.288 espectadores Árbitro(s): Patrick Partridge (Inglaterra) | Asistencia: 35.288 espectadores Árbitro(s): Patrick Partridge (Inglaterra) |

| 18 de junio de 1978, 19:15 | Argentina | 0:0     | Brasil | Estadio Gigante de Arroyito, Rosario                                 |                                                                      |
|                            |           | Reporte |        | Asistencia: 37.326 espectadores Árbitro(s): Karily Palotai (Hungría) | Asistencia: 37.326 espectadores Árbitro(s): Karily Palotai (Hungría) |

| 21 de junio de 1978, 16:45 | Brasil                                  | 3:1 (1:1) | Polonia  | Estadio Malvinas Argentinas, Mendoza                                      |                                                                           |
|                            | Nelinho 12' · Roberto Dinamite 57', 63' | Reporte   | Lato 45' | Asistencia: 39.586 espectadores Árbitro(s): Juan Silvagno Cavanna (Chile) | Asistencia: 39.586 espectadores Árbitro(s): Juan Silvagno Cavanna (Chile) |

| 21 de junio de 1978, 19:15 | Argentina                                                       | 6:0 (2:0) | Perú | Estadio Gigante de Arroyito, Rosario                               |                                                                    |
|                            | Kempes 21', 46' · Tarantini 43' · Luque 50', 72' · Houseman 67' | Reporte   |      | Asistencia: 37.315 espectadores Árbitro(s): Robert Wurtz (Francia) | Asistencia: 37.315 espectadores Árbitro(s): Robert Wurtz (Francia) |

## Partido
El partido se jugó el miércoles 21 de junio de 1978 en el Estadio Gigante de Arroyito, en la ciudad de Rosario, Argentina, a las 19:45 hs, tuvo una concurrencia de 37 315 espectadores, y el árbitro designado para el cortejo fue el francés Robert Wurtz. Al principio del partido el seleccionado peruano tuvo algunas chances muy claras de gol. A los diez minutos del partido, el futbolista Juan José Muñante de la selección de Perú avanzó por la banda derecha, burló la defensa de Daniel Passarella, y remató contra el arco argentino, su disparo superó la salida de Ubaldo Fillol y se estrelló en el poste. Cinco minutos después sucedió algo similar cuando el jugador peruano Juan Carlos Oblitas aventajó en la carrera a Jorge Olguín y disparó, pero su tiro salió desviado por pocos centímetros del palo izquierdo. A los 21 minutos el jugador argentino Mario Kempes ingresó al área peruana y anotó el primer gol del partido, a partir de ese momento el juego del seleccionado argentino se volvió más eficaz, y a los 43 minutos casi al terminar el primer tiempo, el jugador Alberto Tarantini marcó el 2-0. Tras el descanso, Kempes volvió a marcar transcurridos tres minutos de la segunda parte, faltando solo un gol para clasificar a la fase final. Poco después, a los 50 minutos de partido Leopoldo Luque marcó el 4-0 necesario para clasificar haciendo un gol de "palomita". El partido terminó con dos tantos más obra de René Houseman y Luque a 67 y 72 minutos respectivamente finalizando el encuentro en una goleada 6-0.

## Controversias

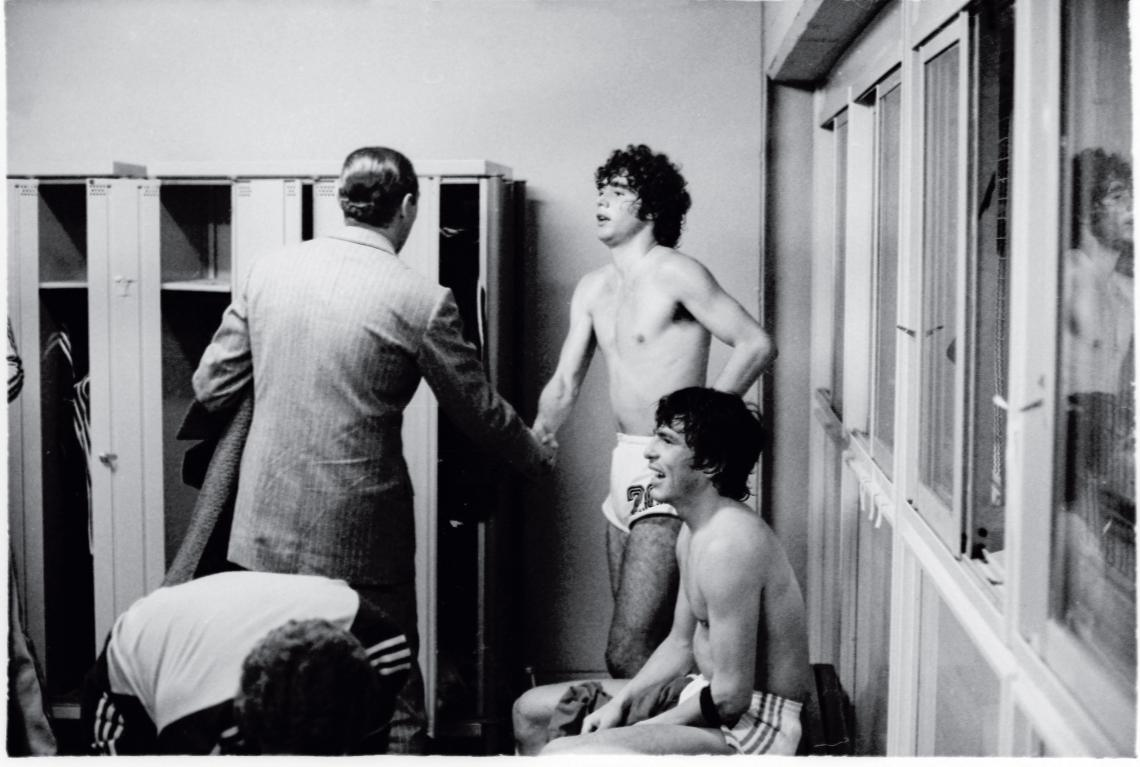
El dictador de facto argentino Jorge Rafael Videla saluda al jugador Alberto Tarantini (autor de uno de los seis goles del encuentro), luego de finalizado el partido. Años más tarde Videla negaría cualquier arreglo o soborno.

El partido entre Argentina y Perú se jugó el 21 de junio de 1978 y se trataba del último turno del Grupo B de la segunda fase. Argentina llegaba en desventaja frente a Brasil, con los mismos puntos pero con un gol menos de diferencia. La FIFA dispuso que Brasil debía jugar primero contra Polonia y Argentina después contra Perú, concediéndole así una ventaja al equipo argentino, al conocer de antemano qué cantidad de goles serían necesarios para llegar a la final. En enero la FIFA había resuelto en reuniones previas al sorteo de las sedes, que Argentina jugaría sus partidos de primera, y en caso de clasificar, segunda fase siempre a las 19:15, mientras que los demás, salvo el partido inaugural y la final, a las 13:00 y 16:15 respectivamente. Ante las pocas ventas de entradas en el exterior, la FIFA temió que en aquellos partidos donde no estuviera involucrado el conjunto local, hubiera escaso público. Entonces si los partidos de Argentina se jugaban en simultáneo a otros, el público que no fuera a ver a la Selección a la cancha, se quedaría en sus hogares frente al televisor. En su momento nadie había presentado oposición a esta medida. Alemania en la edición anterior de la Copa Mundial de Fútbol de 1974 había gozado de un beneficio similar. Cuando llegó el momento de los partidos decisivos del grupo, es decir: Brasil vs. Polonia y Argentina vs. Perú, los brasileños exigieron jugar ese tercer partido de la segunda fase al mismo tiempo que la Argentina, pero la FIFA se opuso. Sus directivos argumentaron que por la televisión era imposible el cambio de horarios.
Así Brasil jugó su partido y ganó 3:1, obligando al conjunto albiceleste a vencer por, al menos cuatro goles de diferencia. Sabiendo esto, Argentina jugó en el segundo turno contra Perú, quienes ya estaban fuera del mundial al no cosechar ningún punto dentro del grupo. Minutos antes del partido, el dictador que ejercía como presidente de facto en Argentina, Jorge Rafael Videla visitó el vestuario peruano acompañado por el exsecretario de Estado de Estados Unidos Henry Kissinger (uno de los organizadores del Plan Cóndor), y les leyó a los jugadores un mensaje del dictador del Perú Francisco Morales Bermúdez, sobre la hermandad argentino-peruana. Argentina finalmente obtuvo un histórico resultado de 6:0, desplazando a Brasil por diferencia de gol y accediendo a jugar la final contra Países Bajos.
Algunos años después, por el resultado y algunas circunstancias particulares durante el juego, generaron sospechas sobre la legitimidad de lo sucedido. El equipo peruano fue apedreado al volver a Lima. Diez días después de finalizado la Copa Mundial, el 6 de julio de 1978, la dictadura argentina sancionó el Decreto N.º 1463/78 "otorgando un crédito extraordinario no reembolsable a la República del Perú". También hubo versiones de que Brasil había dado un incentivo económico a los jugadores peruanos para que le ganasen a la Argentina, rumor que sería defendido por el jugador argentino Mario Alberto Kempes como también por los jugadores peruanos Teófilo Cubillas y Héctor Chumpitaz quienes admitieron que iban a recibir 5000 dólares de incentivo cada uno. A su vez hubo rumores que dirigentes locales le dieron incentivos a Polonia para que le ganara a Brasil. Kempes negó que pudiera haber existido algún acuerdo, ya que Perú tuvo algunas llegadas claras, incluso un tiro al vertical del arco argentino. Se debe tener en cuenta también que los partidos que se jugaban cada tres días desgastaron al seleccionado peruano, no acostumbrados a ese desgaste físico, además de ello comenzó a aflorar una división interna en la Selección de Perú entre los jugadores de Sporting Cristal y Alianza Lima.
Distintas personas y protagonistas declararon que parte del equipo peruano fue presionado o sobornado para perder el partido por una diferencia abultada. Otros, por investigaciones recientes, apuntan a que habría existido un acuerdo entre ambos gobiernos en el marco del Plan Cóndor. Años más tarde Videla negaría cualquier tipo de arreglo:

Yo no saqué un peso del bolsillo. No se habló de un posible arreglo antes del partido, ni en el Gobierno, ni en la Junta.
Jorge Rafael Videla.

En el libro How They Stole the Game (en español: Cómo se robaron el juego), el historiador británico David Yallop sostiene que el dictador Videla le ordenó al contraalmirante Carlos Alberto Lacoste, a cargo del EAM'78, encargarse de arreglar el resultado con la dictadura gobernante en Perú, liderada por el general Morales Bermúdez, quien décadas después sería condenado a cadena perpetua por la Corte Penal III de Roma, por su participación en el Plan Cóndor. Según Yallop, Lacoste tomó contacto con tres oficiales que acompañaban a la selección del Perú y les ofreció un millonario soborno de cincuenta millones de dólares y una donación de 35 000 toneladas de granos. Luego del Mundial, el secretario de Hacienda de la dictadura Juan Alemann, confirmó las 'donaciones' argentinas realizadas al Perú y explicó que se trataba de un tipo de donaciones que solo se realizaban en casos de catástrofes humanitarias.
El empresario y exsecretario de Hacienda Juan Alemann denunció en 1982 -aun en plena dictadura- que el Vicealmirante Carlos Alberto Lacoste había sido el autor intelectual de un atentado con un artefacto explosivo en el domicilio de Alemann, cuando el 21 de junio de 1978, en el preciso momento en el que la Argentina marcaba el cuarto gol contra Perú que le daba el pase a la final, estalló una bomba en la casa de Alemann, quien había sido uno de los funcionarios de la dictadura que más se había enfrentado con la Marina -liderada por Eduardo Massera- y Lacoste, por los sobreprecios en la organización del torneo. Alemann culpó del atentado al propio Massera:

Pusieron una bomba en mi casa, justo en el momento del cuarto gol de Argentina con Perú. Al fondo de este operativo se admitía que estaba diseñado para hacer cuatro goles, que era lo que Argentina necesitaba para clasificarse. Si no hubieran metido cuatro goles se hubiera ido con la bomba a su casa... Y esto un poco es esta rara personalidad de Massera, que se creía omnipotente, ponía bombas, mandaba asesinar gente, pero más allá de todo lo que fue la lucha antisubversiva.
Juan Alemann.

El 12 de diciembre de 2007 el periodista argentino Ezequiel Fernández Moores entrevistó a Fernando Rodríguez Mondragón, capo del cartel de Cali que dirigía su tío Miguel Rodríguez Orejuela, quien hizo un relato detallado de la forma en que se habría llevado a cabo el soborno, contando lo que le reveló su tío, quien habría sido mediador con los funcionarios peruanos, a pedido de los militares argentinos. Según Rodríguez Mondragón, el argentino y representante de jugadores Carlos Quieto, le transmitió a Rodríguez Orejuela que los militares argentinos y la Asociación del Fútbol Argentino (AFA) deseaban reunirse en reserva con las autoridades de la Federación Peruana de Fútbol (FPF), con la que el capo colombiano mantenía estrechas relaciones. La reunión se habría realizado en el barrio de Miraflores en Lima al día siguiente, dos días antes del partido, y participaron por Argentina el capitán de navío Lacoste y dos personas más, y del lado peruano el presidente y el tesorero de la FPF. Siempre, según Rodríguez Mondragón, allí se acordó pagar los sobornos a los jugadores y dirigentes peruanos y la donación de trigo, que ya había sido solicitada.
Varios jugadores del equipo peruano sostuvieron que a su criterio se habían producido sospechosas irregularidades o directamente sobornos. En 1986 Juan Carlos Oblitas declaró a la prensa que sentía "vergüenza", afirmando a continuación que pensaba que "ese partido no fue normal". En 2003 Oblitas dio a conocer que el dictador Videla y el exsecretario de Estado de Estados Unidos Kissinger, se habían hecho presentes en el vestuario peruano, pocos minutos antes de iniciar el partido. En 2018 dos jugadores titulares del equipo peruano de 1978, José Velásquez Castillo y Germán Leguía, declararon también que antes del partido el dictador argentino acompañado de Kissinger, había entrado al vestuario y les leyó a los jugadores un mensaje del dictador peruano Morales Bermúdez. Ambos exjugadores declararon que la visita fue interpretada por el equipo peruano como una amenaza. Velásquez dijo también que aunque no tenía pruebas, sabía que varios dirigentes y seis jugadores peruanos habían sido sobornados para dejarse ganar, mencionando entre ellos a Rodulfo Manzo, Raúl Gorriti, Juan José Muñante y Ramón Quiroga (el portero de Perú nacido en Argentina). En una investigación realizada por Fernández Moores para Radio Continental, el periodista Carlos Juvenal contó que el propio capitán del equipo Héctor Chumpitaz, le confesó sobre "un dinero adicional", pero le agregó que jamás lo admitiría de forma público.

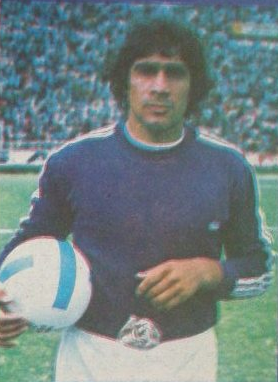
Ramón Quiroga portero del seleccionado de Perú, ha sido acusado por su compañero José Velásquez Castillo de recibir sobornos. Quiroga acusó a Velásquez de "falta de cordura", por tales acusaciones.

Los jugadores han negado tales versiones, señalando además que son acusaciones sin pruebas. Quiroga acusó a Velásquez de "falta de cordura" y dijo "Yo no me vendí. Si hubiera agarrado plata para ir para atrás, hoy no podría caminar por Lima y lo hago sin problemas". A su vez agrega que: "Ese día a Argentina le salieron todas y a nosotros nada. Por ejemplo, hay un gol de Tarantini en el que Manzo se agacha y lo deja solo. También pienso que hubo dos tantos de Argentina que fueron en offside, uno de Luque y otro creo que de Tarantini, y el árbitro, el francés Robert Wurtz, miró hacia otro lado. Después jugué otro Mundial y el hincha de Perú siempre me trató con respeto. Si yo hubiera querido perder, como se dijo, no hubiera podido quedarme a vivir ni un día más en este país. Sin embargo, llevo más de 40 años instalado aquí". Pese a ello, en otra oportunidad Quiroga ha señalado que aquel día algunos de sus compañeros habían actuado de forma "extraña" durante el partido, como por ejemplo el defensor Rodulfo Manzo, quien se agachó en el cuarto gol argentino, por lo cual Quiroga señala que: "El 'Negro' Manzo no paraba nada, ni él ni la defensa. En el cuarto gol de Argentina, Manzo se agacha y me deja solo al rematador". Además, resalta la extraña alineación del técnico Marcos Calderón que dejó fuera del partido a varios importantes jugadores. Por su parte, Muñante dijo que Velásquez "es un delirante" y que el técnico Marcos Calderón no aceptaba sobornos. También había dicho que no le pidieron al director técnico peruano que no alineara al arquero Quiroga, argentino nacionalizado peruano, y aclaró que hubo una reunión en la que le preguntaron a Quiroga si quería atajar, y él dijo que sí. Muñante aseveró que ningún jugador se echó a menos, ya que Perú pudo hacerle dos o tres goles a Argentina en los primeros 15 minutos. Manzo sostuvo que ni él, ni sus compañeros habían recibido dinero por el resultado del partido y aún cuando han existido especulaciones, jamás se ha tenido una prueba real de fraude alguno. Katia Gorriti, hija del fallecido Gorriti, también afirmó que son irrespetuosas e injustas las opiniones de Velásquez y que manchan el nombre de su padre, indicando además que iniciaría acciones legales.
Otros jugadores protagonistas del encuentro negaron cualquier soborno o arreglo del partido, y sostuvieron que no hay pruebas que sustenten los relatos, que hablan de corrupción y acuerdos. Héctor Chumpitaz, capitán de ese equipo peruano, declaró que su selección jamás se vendió. Jaime Duarte indicó que "desde hace 29 años vienen con nuevas historias y que no hay ninguna prueba que demuestre tales sobornos". César Cueto declaró que ese encuentro fue legítimo, y que la derrota se debió a la mala preparación física y al cansancio luego de once días de competencia, calificando a las acusaciones de "inventos de la prensa". Teófilo Cubillas declaró que no hubo ningún arreglo y desmintió los rumores. Afirmó también que si en esos meses hubiesen jugado tres veces, el equipo de Argentina los habría vuelto a golear, que poco antes Ecuador también les había hecho seis goles, y que la propia Argentina les había ganado con facilidad en otro amistoso. Según Cubillas, Perú "venía en bajada", luego perder con Brasil y Polonia, y que aunque habían ganado su grupo en la primera fase de la Copa, el equipo no estaba bien, a diferencia de la selección argentina, a la que describió como "una tromba que se nos vino encima". Finalmente, Cubillas consideró absurdo pensar que Argentina le envió toneladas de trigo al Perú, retribuyendo el hecho.
En un artículo publicado en 2018, el periodista peruano Valentín Ahón descartó que haya existido algún entendimiento o pacto entre las dictaduras de Argentina y Perú.
En 2020 el jugador neerlandés Johnny Rep y el brasileño Roberto Dinamite sostuvieron que el partido probablemente había sido arreglado para "tranquilizar a la población".
El exsenador peruano Genaro Ledesma Izquieta denunció que el supuesto arreglo del partido fue realizado desde la dictadura peruana para que el dictador Videla liberase a 13 militantes peruanos, dicha operación habría sido fue parte del Plan Cóndor. En 2012 tras las declaraciones del exlegislador Ledesma, se rumoreó que la FIFA podría anular el título obtenido por Argentina en 1978 si se comprobaba que existió un arreglo en el partido contra Perú, pero el caso no pasó a mayores.
El jugador peruano Teófilo Cubillas negó cualquier tipo de arreglo:

Ese día, Argentina hizo todo lo posible por ganar el partido. En el mismo Mundial, México también perdió 6-0 contra Alemania, por lo que no entiendo por qué la gente sigue diciendo que fue un amaño (...) Cada partido que jugué lo hice al 100 por ciento. No hubo nada de lo que la gente sigue hablando.

## Resumen
| 21 de junio, 19:15 | Argentina                                                       | 6:0 (2:0) | Perú | Estadio Rosario Central, Rosario                         |                                                          |
|                    | Kempes 21', 48' · Tarantini 43' · Luque 50', 72' · Houseman 67' | Reporte   |      | Asistencia: 37 315 espectadores Árbitro(s): Robert Wurtz | Asistencia: 37 315 espectadores Árbitro(s): Robert Wurtz |

| 5          | Guardameta     | Ubaldo Fillol      |     |
| 7          | Defensa        | Luis Galván        |     |
| 15         | Defensa        | Jorge Olguín       |     |
| 19         | Defensa        | Daniel Passarella  |     |
| 20         | Defensa        | Alberto Tarantini  |     |
| 6          | Centrocampista | Américo Gallego    | 85' |
| 12         | Centrocampista | Omar Larrosa       |     |
| 4          | Delantero      | Daniel Bertoni     | 64' |
| 10         | Delantero      | Mario Kempes       |     |
| 14         | Delantero      | Leopoldo Luque     |     |
| 16         | Delantero      | Oscar Ortiz        |     |
| Entrenador | Entrenador     | César Luis Menotti |     |

| 21         | Guardameta     | Ramón Quiroga       |     |
| 2          | Defensa        | Jaime Duarte        |     |
| 3          | Defensa        | Rodulfo Manzo       |     |
| 4          | Defensa        | Héctor Chumpitaz    |     |
| 22         | Defensa        | Roberto Rojas       |     |
| 6          | Centrocampista | José Velásquez      | 51' |
| 8          | Centrocampista | César Cueto         |     |
| 17         | Centrocampista | Alfredo Quesada     |     |
| 7          | Delantero      | Juan José Muñante   |     |
| 10         | Delantero      | Teófilo Cubillas    |     |
| 11         | Delantero      | Juan Carlos Oblitas |     |
| Entrenador | Entrenador     | Marcos Calderón     |     |

| 9  | Delantero | René Houseman | 64' |
| 17 | Defensa   | Miguel Oviedo | 85' |

| 16 | Centrocampista | Raúl Gorriti | 51' |

| Anotado | 21' | Mario Kempes      | 1:0 |
| Anotado | 43' | Alberto Tarantini | 2:0 |
| Anotado | 48' | Mario Kempes      | 3:0 |
| Anotado | 50' | Leopoldo Luque    | 4:0 |
| Anotado | 67' | René Houseman     | 5:0 |
| Anotado | 72' | Leopoldo Luque    | 6:0 |

| Amonestado | 36' | Alfredo Quesada |
| Amonestado | 48' | José Velásquez  |

| Árbitro             | Robert Wurtz      |
| Árbitros asistentes | Ferdinand Biwersi |
| Árbitros asistentes | Sergio Gonella    |

| 5          | Guardameta     | Ubaldo Fillol      |     |
| 7          | Defensa        | Luis Galván        |     |
| 15         | Defensa        | Jorge Olguín       |     |
| 19         | Defensa        | Daniel Passarella  |     |
| 20         | Defensa        | Alberto Tarantini  |     |
| 6          | Centrocampista | Américo Gallego    | 85' |
| 12         | Centrocampista | Omar Larrosa       |     |
| 4          | Delantero      | Daniel Bertoni     | 64' |
| 10         | Delantero      | Mario Kempes       |     |
| 14         | Delantero      | Leopoldo Luque     |     |
| 16         | Delantero      | Oscar Ortiz        |     |
| Entrenador | Entrenador     | César Luis Menotti |     |

| 21         | Guardameta     | Ramón Quiroga       |     |
| 2          | Defensa        | Jaime Duarte        |     |
| 3          | Defensa        | Rodulfo Manzo       |     |
| 4          | Defensa        | Héctor Chumpitaz    |     |
| 22         | Defensa        | Roberto Rojas       |     |
| 6          | Centrocampista | José Velásquez      | 51' |
| 8          | Centrocampista | César Cueto         |     |
| 17         | Centrocampista | Alfredo Quesada     |     |
| 7          | Delantero      | Juan José Muñante   |     |
| 10         | Delantero      | Teófilo Cubillas    |     |
| 11         | Delantero      | Juan Carlos Oblitas |     |
| Entrenador | Entrenador     | Marcos Calderón     |     |

| 9  | Delantero | René Houseman | 64' |
| 17 | Defensa   | Miguel Oviedo | 85' |

| 16 | Centrocampista | Raúl Gorriti | 51' |

| Anotado | 21' | Mario Kempes      | 1:0 |
| Anotado | 43' | Alberto Tarantini | 2:0 |
| Anotado | 48' | Mario Kempes      | 3:0 |
| Anotado | 50' | Leopoldo Luque    | 4:0 |
| Anotado | 67' | René Houseman     | 5:0 |
| Anotado | 72' | Leopoldo Luque    | 6:0 |

| Amonestado | 36' | Alfredo Quesada |
| Amonestado | 48' | José Velásquez  |

| Árbitro             | Robert Wurtz      |
| Árbitros asistentes | Ferdinand Biwersi |
| Árbitros asistentes | Sergio Gonella    |

| Estadísticas      | Bandera de Argentina | Bandera de Perú |
| Tiros             | 28                   | 8               |
| Tiros a puerta    | 10                   | 1               |
| Tiros en el palo  | 3                    | 1               |
| Faltas            | 14                   | 30              |
| Saques de esquina | 8                    | 1               |
| Penaltis          | 0                    | 0               |
| Fueras de juego   | 2                    | 3               |
| Posesión de balón | 61%                  | 39%             |

## Cultura popular
En la canción "La argentinidad al palo" de Bersuit Vergarabat de 2004 menciona "el 6 a 0 a Perú" entre varios de los "logros" de Argentina, en forma de parodia. Un documental de 2007 dirigido por Christian Rémoli titulado Mundial 78: Verdad o Mentira habla sobre la gesta mundialista haciendo hincapié en el partido Argentina vs. Perú.